# فن بالي

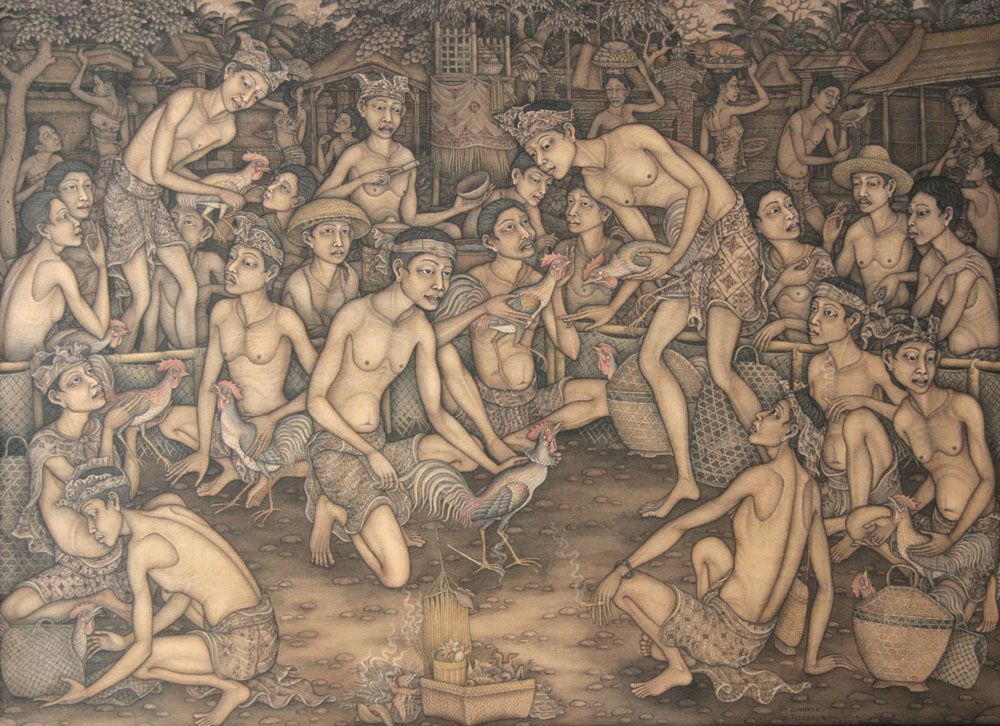
لوحة بالية تقليدية تصور مصارعة الديوك

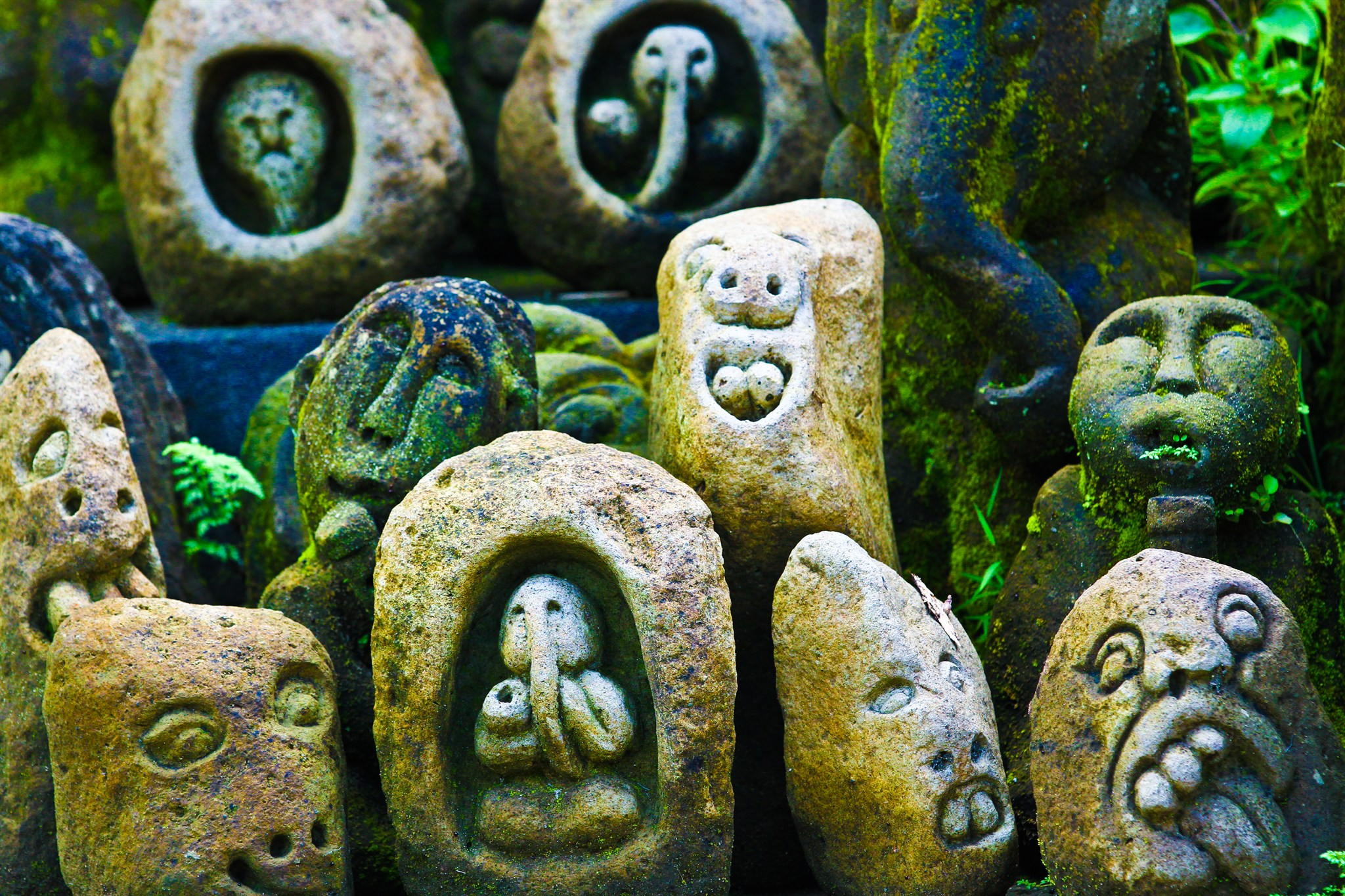
نقوش صخرية بالية

الفن البالي هو فن من أصل هندوسي-جاوي، نشأ من أعمال الحرفيين في مملكة ماداباهيت، وانتشارهم إلى بالي في أواخر القرن الرابع عشر من القرن السادس عشر حتى القرن العشرين، كانت قرية كاماسان في كلانغكونغ (شرق بالي) مركز الفن البالي الكلاسيكي. نشأت أنواع جديدة من الفن البالي في أثناء الجزء الأول من القرن العشرين. منذ أواخر القرن العشرين، نمت سمعة الأوبدو والقرى المجاورة لها على  أنها مركز الفن البالي.
أوبدو وباتوان معروفتان بلوحاتهما، واشتُهرت ماس بالمنحوتات الخشبية، وسيلوك بصائغي الذهب والفضة، وباتوبولان للمنحوتات الحجرية. يصف كوفاروبياس الفن البالي بأنه «...متطور للغاية، بالرغم من أن الفن الشعبي الباروكي الذي يصاحب حيوية الفلاحين مع تنقيح كلاسيكية جاوة الهندوسية، لكنه متحرر من الميل إلى المحافظة ويتمتع بحيوية جديدة أطلقتها حماسة الروح الشيطانية للبدائي الاستوائي». أشار إزمان إلى أن الفن البالي من منحوتات ولوحات وأعمال خشبية صُنع في الحقيقة من أجل الاستخدام اليومي بدلًا من كونه عملًا للفن، وكان على حق. تتميز اللوحات الباليّة بفنها المعقد الجزل الرقيق الذي يشبه الفن الشعبي الباروكي بسمات استوائية.

## التاريخ الحديث
قبل العشرينيات من القرن الماضي، كانت اللوحات البالية التقليدية مقتصرة على ما يُعرف الآن بأسلوب كاماسان أو وايانغ. فهي سرد بصري للملاحم الهندو جاوية: الرامايانا والماهابهارتا، بالإضافة إلى عدد من القصص الشعبية مثل قصة بانجي.
رُسمت هذه الرسومات ثنائية الأبعاد تقليديًا على القماش أو ورق اللحاء (ورق الأولانتاغا) بالصبغات الطبيعية. يقتصر التلوين على الصبغات الطبيعية المتاحة: الأحمر والمغرة الصفراء والأسود إلخ. بالإضافة إلى ذلك، يجب أن يتبع رسم الشخصيات والزخارف قواعد محددة بصرامة، إذ إنها أُنشئت في الغالب لمواضيع دينية وستائر المعابد. كان يتعاون العديد من الفنانين في رسم هذه اللوحات ولهذا فهي في الغالب بلا اسم.
كانت هناك العديد من التجارب مع أنواع جديدة من الفن البالي من أواخر القرن التاسع عشر فصاعدًا. حُفزت هذه التجارب بعد الوصول إلى مواد جديدة (الورق الغربي والأحبار المستوردة والطلاء)، وبحلول الثلاثينيات، حفزت الأسواق السياحية الجديدة العديد من الشباب الباليين على الانخراط في أنواع جديدة من الفن.
في عشرينيات القرن العشرين، مع وصول العديد من الفنانين الغربيين، أصبحت بالي منطقة الفن (كما كانت تاهيتي بالنسبة لبول غوغان) بالنسبة للفنانين الطليعيين مثل والتر شبايز (ألماني)، رودولف بونيت (هولندي)، أدريان جان لو مايور (بلجيكي) وآري سميت (هولندي) ودونالد فريند (أسترالي) في السنوات الأخيرة. كان لمعظم هؤلاء الفنانين الغربيين تأثير ضئيل جدًا على الفن البالي حتى فترة ما بعد الحرب العالمية الثانية، على الرغم من أن بعض الآراء تفرط في التأكيد على الحضور الغربي على حساب الاعتراف بالإبداع البالي.
في زيارته الأولى إلى بالي في عام 1930، لاحظ الفنان المكسيكي ميغيل كوفاروبياس أن اللوحات المحلية تخدم بشكل أساسي أغراض دينية أو شعائرية. فكانت تُستخدم كأقمشة زخرفية كي تُعلق في المعابد والمنازل الهامة، أو كتقاويم لتحديد أبراج الأطفال. لكنه وجد في غضون بضع سنوات أن الفن البالي قد مر بـ«ثورة تحريرية». إذ إنهم كانوا مقيدين بشدة في الأسلوب والموضوع ( الذي كان عن حلقات من الأساطير الهندوسية بشكل رئيسي)، بدأ الفنانون الباليون في إنتاج مشاهد من الحياة الريفية. عزز هؤلاء الرسامون من الفردية المتزايدة.

## اللوحات التقليدية الحديثة
انبثق تحديث الفن البالي في فترة ما قبل الحرب من ثلاث قرى: أوبود، حيث استقر سبايس، وقرية سانور على الساحل الجنوبي، وباتوان، التي كانت مركزًا تقليديًا للموسيقيين والراقصين والنحاتين والرسامين. رسم الفنانون على الورق غالبًا، لكن كان أقمشة الكتان والألواح تُستخدم أيضًا. غالبًا ما تضمنت الأعمال تجمعات متكررة من أوراق الشجر المزخرفة أو الأمواج التي تنقل الإحساس بالخامات المرسومة وحتى المنظور. طورت كل قرية أسلوبًا خاصًا بها. استخدم فنانو أوبود المزيد من المساحات المفتوحة وشددوا على رسم الشخصيات البشرية. غالبًا ما كانت لوحات سانور تتميز بالمشاهد الجنسية والحيوانات، وكانت أعمال باتوان أقل في الألوان ولكنها كانت تميل إلى أن تكون أكثر ازدحامًا.